# A Thief in the Night (film 1913)
A Thief in the Night è un cortometraggio muto del 1913 scritto e diretto da George Terwilliger. Prodotto dalla Kalem Company, fu distribuito nelle sale il 16 luglio 1913.

## Trama
Un uomo torna a casa, si sente male e la moglie chiama il medico. Questi, dopo la visita, lascia un farmaco che deve essere dato al malato ogni mezz'ora. La moglie si prepara per la veglia notturna.
All'alba, in casa entra un ladro. La donna, al sentirlo, rompe la bottiglietta del farmaco. Non ci sono vicini cui ricorrere, non c'è telefono in casa: la donna è disperata, poiché il marito deve prendere subito la medicina. L'unica è ricorrere al ladro. Costui all'inizio crede in una trappola, poi si rende conto della gravità della situazione e accetta di andare a prendere la medicina dal medico.
Quando si reca dal dottore, viene riconosciuto da un poliziotto che lo segue e lo vuole arrestare. Ma la vita del malato viene salvata dal ladro che ritorna con il farmaco e la moglie, grata, dichiara che il sacco pieno di refurtiva di cui l'uomo è in possesso, gli è stato dato da lei per ringraziarlo dei suoi servizi.

## Produzione
Prodotto dalla Kalem Company.

## Distribuzione
Il film - un cortometraggio in una bobina - fu distribuito nelle sale statunitensi il 16 luglio 1913 dalla General Film Company.